# Грлица
Грлица (лат. Streptopelia turtur), врста је птице из породице голубова. Насељава Европу и западну Азију, а зими се сели у Африку.

## Опис
Ова птица је шаролико обојена. Углавном је сиво-плаве боје, док су крила смеђа са црним мрљама. На врату, с обе стране, има црне шаре. Дугачка је 24—29 cm, има распон крила 47-55 cm, а тежи 85—170 g.

## Распрострањеност
Најчешћа је у Средоземљу, јужној и средњој Европи. На северу континента је ретка. Такође се среће у Малој Азији и на северу Африке. Зимује на југу Африке.